# St-Georges (Le Heaulme)

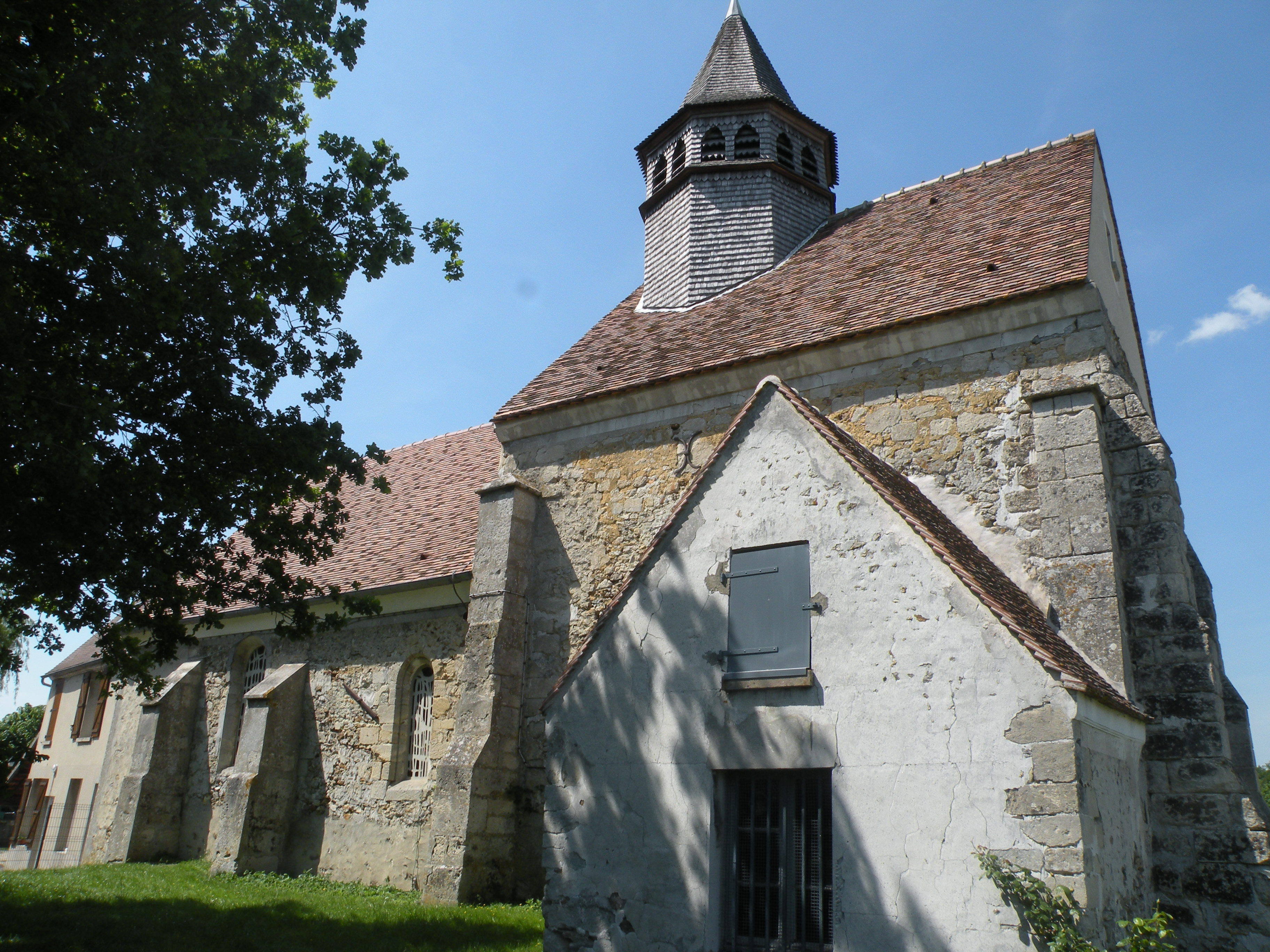
Kirche Saint-Georges, Südseite

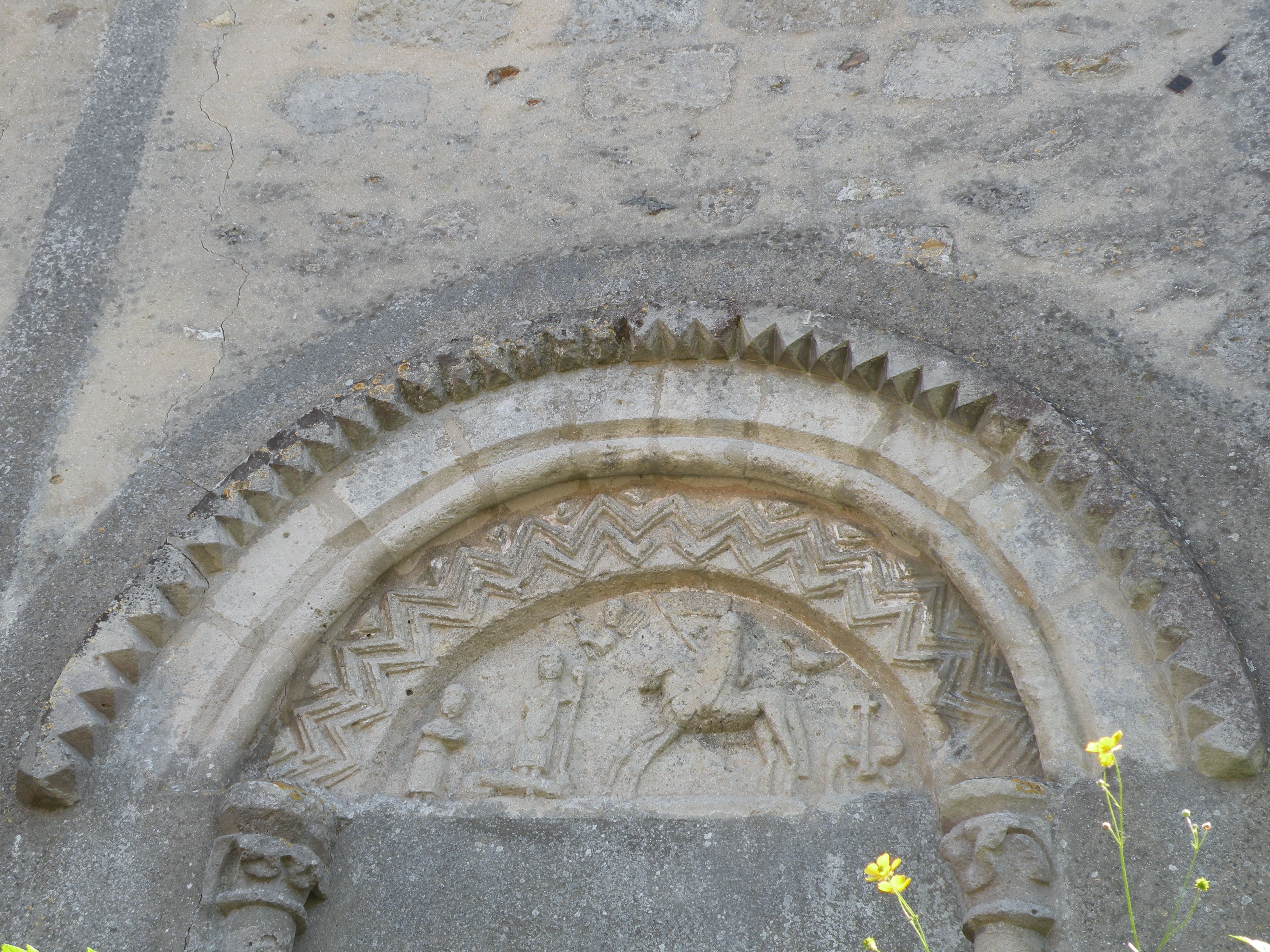
Romanisches Portal an der Nordseite

Die römisch-katholische Kirche St-Georges in Le Heaulme, einer französischen Gemeinde im Département Val-d’Oise in der Region Île-de-France, wurde ab dem 12. Jahrhundert errichtet. Das Bauwerk steht seit 1926 als Monument historique auf der Liste der Baudenkmäler in Frankreich.

## Beschreibung
Die romanische Kirche aus dem 12. Jahrhundert wurde im 13. Jahrhundert stark verändert. Sie besteht aus einem Kirchenschiff und einem rechteckigen Chor. Der Triumphbogen, der beide verbindet, ruht auf zwei Säulen mit Kapitellen. Der gotische Chor ist höher als das Schiff, er wird von Strebepfeilern verstärkt. Auf dem Satteldach sitzt ein achteckiger Dachreiter.
Bemerkenswert an der Kirche ist das romanische Portal an der Nordseite, das heute zugemauert ist. Im Tympanon ist der heilige Georg auf einem Pferd sitzend und mit Lanze dargestellt. Vor ihm steht ein Bischof mit weiteren Klerikern. Die Archivolte ruht auf zwei eingestellten Säulen mit kleinen Kapitellen. Der Entlastungsbogen ist mit einem Sägezahnfries versehen.